# 平克尼條約
平克尼條約（英語：Pinckney's Treaty）也被稱為聖洛倫索條約或馬德里條約，由美國和西班牙於1795年10月27日簽署。
平克尼條約劃定了當時的美國與西屬佛羅里達之間的邊界，並保障了美國在密西西比河上的航行權。通過這份條約，美西兩國在該地區持續存在之邊界爭端（西佛羅里達之爭）的第一階段至此告一段落。
托馬斯·平克尼代表美國與西班牙談判該條約，曼努埃爾·戈多伊則是代表西班牙。平克尼條約於1796年2月26日提交給美國參議院，經過辯論後於1796年3月7日獲得批准。西班牙於1796年4月25日批准該條約，並於該日與美國交換了批准書。該條約於1796年8月3日公布。